# Bartsia rigida
Bartsia rigida är en snyltrotsväxtart som beskrevs av U. Molau. Bartsia rigida ingår i släktet svarthösläktet, och familjen snyltrotsväxter. Inga underarter finns listade i Catalogue of Life.